# Тхо (тайский язык)
Тхо (вьет. Thô), также Ngan, Phen, Tai Tho, Tày, Print “Thô” (уничижительно), Thu Lao, T’o — совокупное название нескольких тайских языков, распространённых в северном Вьетнаме, на которых говорят народности, определённые правительством как тхо.

## Разновидности
Некоторые языки тхо являются центральнотайскими, другие — юго-западнотайскими и родственны нунгским диалектам. Классификация нунг и тхо вызывает споры среди исследователей.

### Центральнотайские
Центральнотайские языки тхо:
- тай баолак (Tày Bảo Lạc) распространён в Баолаке (запад провинции Каобанг);
- тай чунгкхань (Tày Trùng Khánh) распространён в Чунгкхане, северо-восток Каобанга. Эдмондсон[англ.] описывает эту разновидность как более консервативную, чем диалект Лангшона и Лунчжоу (Гуанси);
- тхулао — язык с 200 носителей, распространённый в Мыонгкхыонге (Лаокай). Он почти идентичен южночжуанскому языку Юньнани[2].

### Юго-западнотайские
- Сапа[англ.] распространён в провинции Лаокай. Количество носителей — 300;
- тэйтак[англ.] распространён в Мыонгтаке (восток Шонла[3];
- пади (pa31 zi31) — недавно обнаруженный язык, распространённый в Мыонгкхыонге (Лаокай). 300 носителей;
- тайтхань (Tày Thanh) — язык с 20 000 носителей в центрально-северных провинциях Тханьхоа и Нгеан;
- таймыонг (Tày Muong) — язык, распространённый в окрестностях Кишона (Kỳ Sơn), Нгеан.

## Фонология

### Гласные
|                | Передний ряд | Средний ряд | Задний ряд |
| -------------- | ------------ | ----------- | ---------- |
| Верхний подъём | i iː         |             | ɯ ɯː u uː  |
| Средний подъём | e eː         | ə ə əː əː   | o oː       |
| Нижний подъём  | ɛ ɛː         | a aː        | ɐ ɐ ɔ ɔː   |

### Согласные
|           |           | Губ.губ.      | Альвеол. | Альвеол. | Пост-альвеол. | Среднеяз. | Среднеяз. | Глот. |
| --------- | --------- | ------------- | -------- | -------- | ------------- | --------- | --------- | ----- |
| Центр.    | Бок.      | Губ.губ.      | Палатал. | Заднеяз. | Пост-альвеол. |           |           | Глот. |
| Взрыв.    | Глух.     | p p pj pʲ     | t t      |          |               |           | k k       |       |
| Взрыв.    | Звон.     | b b bj bʲ     | d d      |          |               |           |           |       |
| Взрыв.    | Придых.   | ph pʰ phj pʰʲ | th tʰ    |          |               |           | kh kʰ     |       |
| Взрыв.    | Глот.     | ʔb ʔb ʔbj ʔbʲ | ʔd ʔd    |          |               |           |           |       |
| Фрикат.   | Глух.     | f f           | s s      | ɫ ɫ      |               |           | x x       | h h   |
| Фрикат.   | Звон.     | v v           | z z      |          |               |           | ɣ ɣ       |       |
| Аффр.     | Аффр.     |               |          |          | c ʧ           |           |           |       |
| Плав.     | Плав.     |               | r r      | l l      |               |           |           |       |
| Нос.      | Нос.      | m m           | n n      |          |               | ɲ ɲ       | ŋ ŋ       |       |
| Полуглас. | Полуглас. | w w           |          |          |               | y j       |           |       |

## Письменность
Тхо пользуется письменностью на латинской графической основе. Алфавит имеет следующий вид:
A a, Ă ă, Â â, B b, By by, C c, Ch ch, D d, Đ đ, E e, Ê ê, G g, Gi gi, H h, I i, Ia ia, Iê iê, K k, Kh kh, L l, M m, My my, N n, Ng ng, Ngh ngh, Nh nh, O o, Ô ô, Ơ ơ, P p, Ph ph, Py py, P' p', P’y p’y, Qu qu, R r, S s, Sl sl, T t, Th th, Tr tr, U u, Ua ua, Uô uô, Ư ư, Ưa ưa, Ươ ươ, V v, X x, Y y. Тона обозначаются надстрочными знаками (в сочетании с буквой a — á, ả, à, ạ, ã, ā.